# Temple des Obélisques
Le Temple des Obélisques (en arabe : معبد الأنصاب), également connu sous le nom de temple en forme de L et de temple de Reshep est une importante structure de temple de l'âge du bronze située sur le site archéologique de Byblos, inscrit au patrimoine mondial. L'édifice est considéré comme « peut-être la plus spectaculaire » des structures antiques de la cité. Le temple est le bâtiment le mieux conservé du site archéologique.
Il a été fouillé par l'archéologue français Maurice Dunand de 1924 à 1973. Une grande partie des objets trouvés alors sont exposés au Musée national de Beyrouth.
Le temple d'origine est maintenant en deux parties : la base est connue sous le nom de « temple en forme de L » et le sommet est connu sous le nom de « Temple des Obélisques ». Cette dernière partie fut déplacée de 40 mètres vers l'est lors des fouilles de Maurice Dunand.
Maurice Dunand a découvert lors des fouilles 1 306 figurines de Byblos, ex-votos comprenant des figurines, des armes et des dizaines de figurines en bronze avec des feuilles d'or.

## Histoire

### Histoire antique
La cité antique de Byblos, fondée au IVe millénaire, est appelée GBL dans les textes antiques,. Au IIIe millénaire la ville est un centre de commerce international.
Au Bronze ancien la ville couvre 5 ha et est dotée d'un rempart ouvert par deux portes. Elle est détruite peut-être par les Amorrites et reconstruite. Quatre sanctuaires se situaient dans le secteur central : le temple de la Ba'alat Gebal, l'enceinte sacrée, le champ des offrandes et le temple en L temple des Obélisques.

### Redécouverte

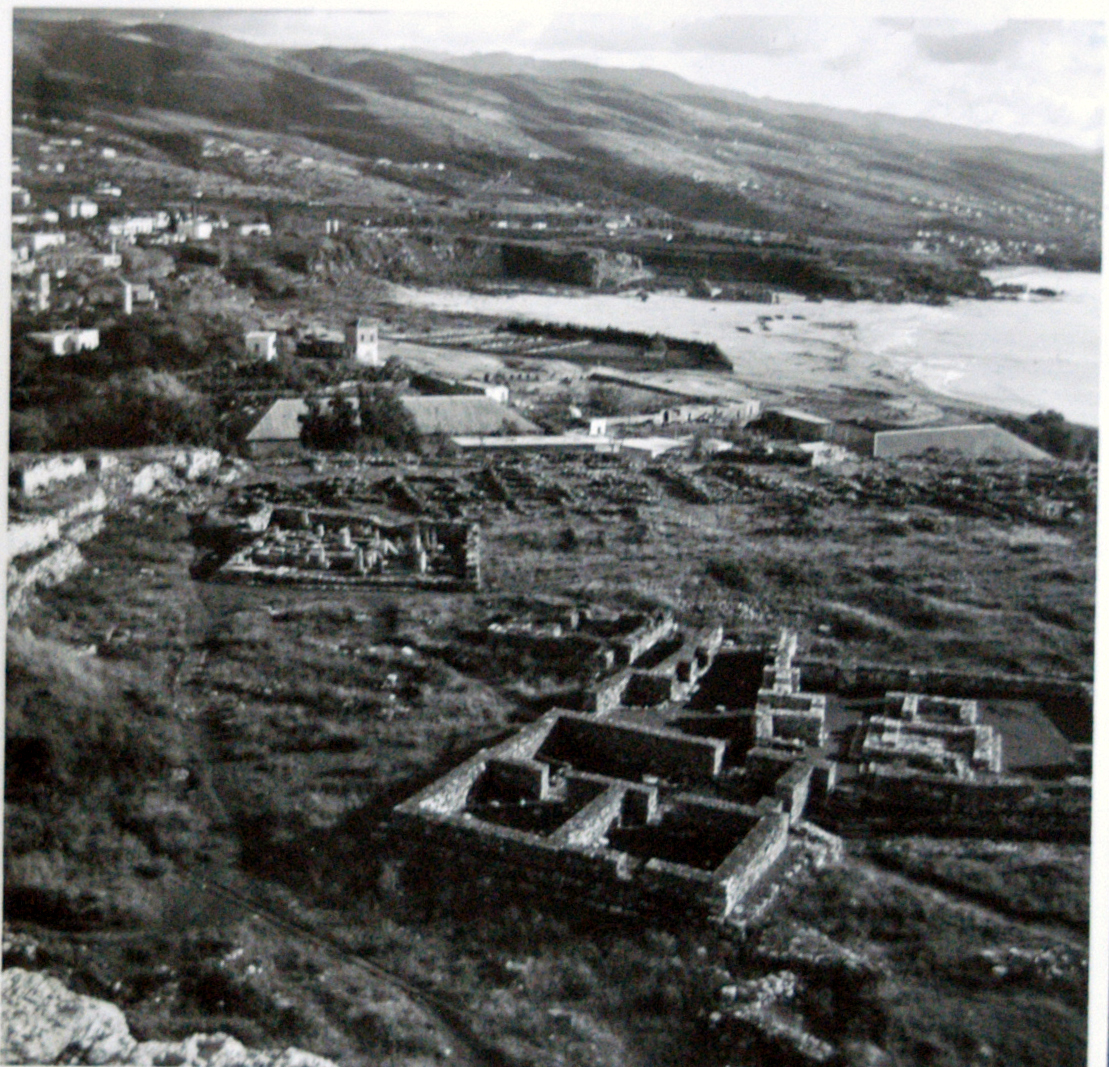
Vue du site en 1959, à partir du château croisé.

Byblos est fouillée par Ernest Renan dans la seconde moitié du XIXe siècle, puis à partir des années 1920 par Pierre Montet (1920-1924) et Maurice Dunand (1925-1959).
Le temple a été identifié pour la première fois par Maurice Dunand. La majorité des obélisques trouvés étaient enfouis dans leur position d'origine, debout, tandis que quelques autres ont été découverts enterrés dans une favissa (un puits pour les dépôts votifs). Le temple a été déplacé afin que les niveaux inférieurs soient explorés.

## Description

### Temple en forme de L

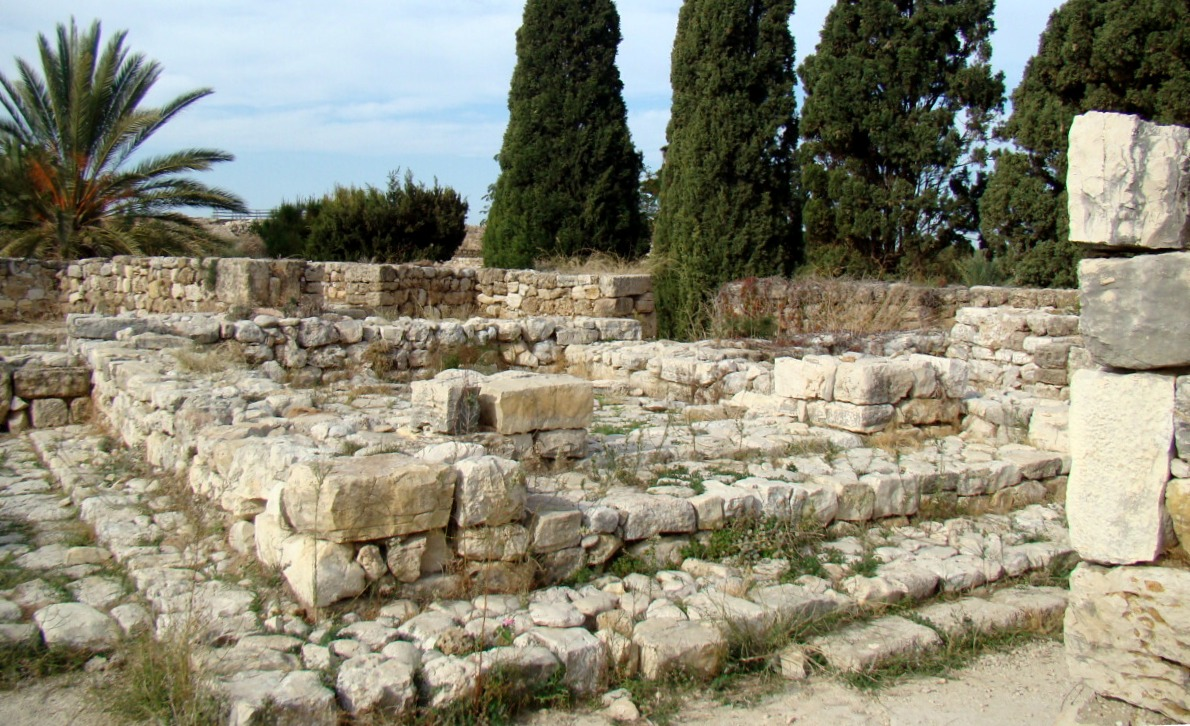
Temple en forme de L.

Le temple en forme de L a été construit vers 2700 ou 2600-2500 avant notre ère, à l'âge du bronze ancien deux siècles après la construction du temple de Baalat Gebal, situé à environ 100 m à l'ouest.  Il a été baptisé temple « en forme de L » par Maurice Dunand, du fait de la position des deux salles et de la cour. Il est situé à l'est de la Source du roi.
Le temple avait des murs bien construits, contrairement au temple des Obélisques plus récent.  On pense que le temple en forme de L a été incendié à la fin de l'âge du bronze ancien, peut-être lors de la prise de la ville par les Amorites.

### Temple des Obélisques

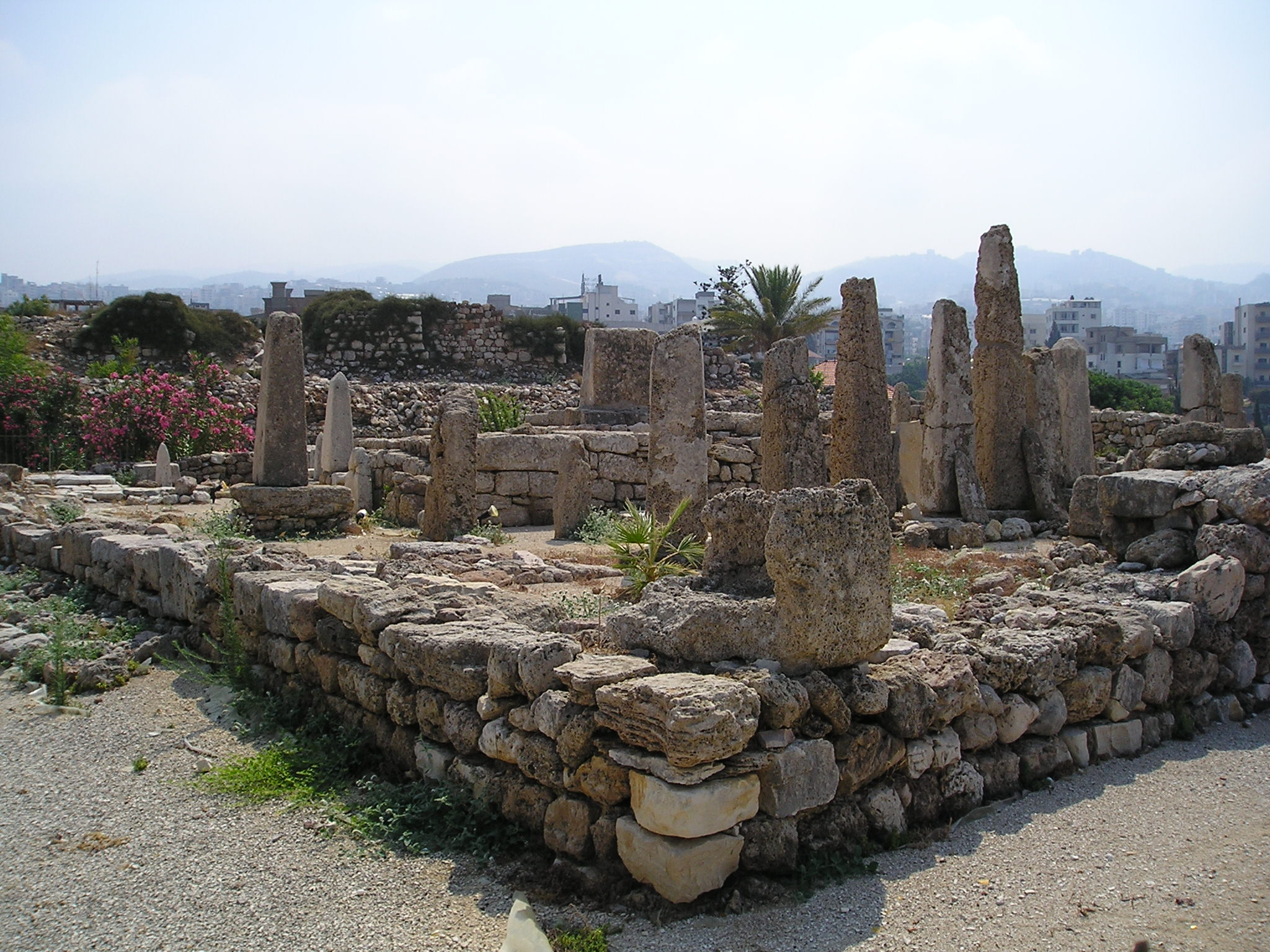
Vue du temple des Obélisques.

La cella triple du temple en L est remplacée par une cella simple.
Le Temple des Obélisques a été construit vers 1800-1600 avant notre ère au sommet du temple en forme de L. Contrairement au temple en forme de L situé en dessous, le temple de l'Obélisque a été construit avec des murs irréguliers. Le nom du temple, donné par Maurice Dunand, fait référence à un certain nombre d'obélisques et de menhirs situés dans une cour autour de la cella. Environ 30 pierres ont été dégagées.
L'obélisque d'Abishemu a été interprété comme incluant une dédicace à Resheph, un dieu de la guerre cananéen, bien que cela soit contesté. Un autre obélisque porte une inscription hiéroglyphique, roi de Byblos de l'âge du bronze moyen, Ibishem, louant le dieu égyptien Harsaphes.
Puisqu'il avait été construit au-dessus du temple en forme de L, il fut nécessaire pour Maurice Dunand de démonter et de déplacer ce temple supérieur afin de fouiller le temple en forme de L situé en dessous.

## Interprétation

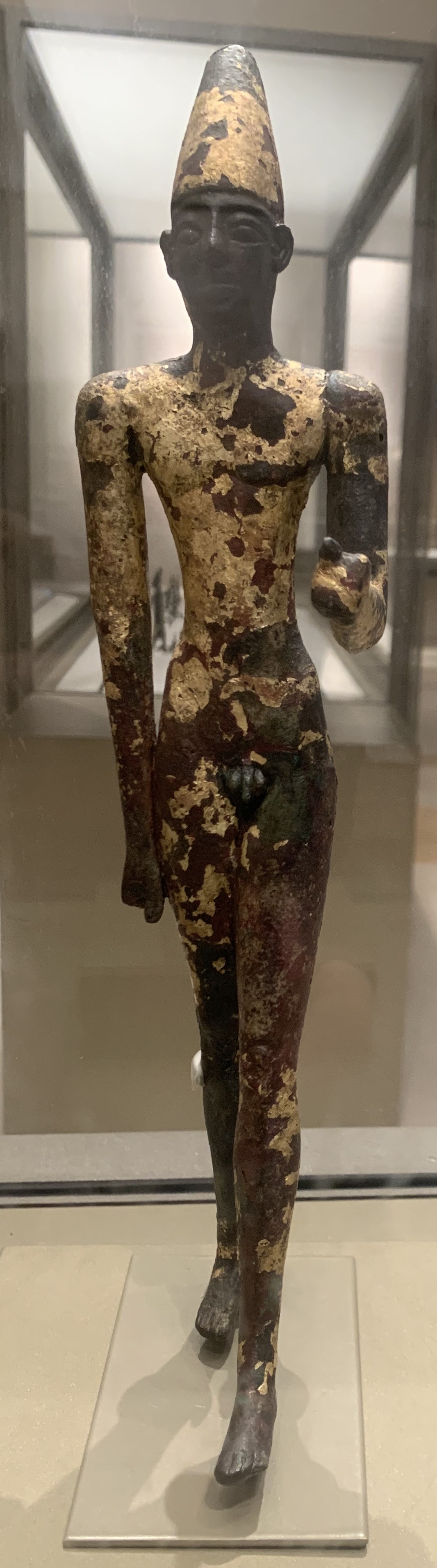
Une figurine de Byblos.

Le temple était peut-être dédié à Reshep, « dieu de la guerre et de la mort ». Des figurines et d'autres objets ont été retrouvés. Des figures de bronze sont pour certaines recouvertes d'une feuille d'or et ont été découvertes dans les fondations de l'édifice, dans des jarres. Des ex-votos en forme d'ancre ont été retrouvés. Les offrandes ont été enterrées pour libérer des emplacements destinés à de nouvelles offrandes.